# Winston Hills
Winston Hills ist ein Vorort von Sydney im australischen Bundesstaat New South Wales. Der Ort liegt rund 28 Kilometer nordwestlich des Stadtzentrums von Sydney und gehört zur Gemeinde Parramatta des Verwaltungsbezirks Baulkham Hills. Umgangssprachlich wird Winston Hills von Einheimischen als 'Winsto' abgekürzt. Die Einwohnerzahl liegt bei etwa 12.100 (Stand 2021).
Das Siedlungsgebiet wurde in den 1960er-Jahren erschlossen und war zuvor unter dem Namen 'Model Farms' bekannt. Diese ursprüngliche Bezeichnung rührt von einem Lehrbauernhof her, der Einwanderer mit Gemüsesorten vertraut machen sollte, die für den Anbau in Australien geeignet sind. Zu den öffentlichen Einrichtungen zählen drei Grundschulen (Winston Hills Primary School, Winston Heights Primary School and St. Paul the Apostle Primary School) sowie die Model Farms High School als weiterführende Schule.